# Amerikanska marinkårens sång

Flaggan för USA:s marinkår.

Den amerikanska marinkårens sång (Marines' Hymn) är USA:s marinkårs officiella sång. Det är den äldsta sången för en försvarsgren i USA:s militär. 
Marinkårens sång sjungs oftast i enskild ställning. Den tredje versen används emellertid endast under utbringande av skålar vid formella tillställningar som till exempel vid firandet av den amerikanska marinkårens födelsedag 10 november och vid andra ceremonier.

## Historia
Några av versraderna var populära redan innan sången skrevs. Versraden ”Till Tripolis stränder” hänvisar till det Första barbareskkriget och i synnerhet till slaget vid Derna 1805. Efter att löjtnant Presley O’Bannon och hans marinkårssoldater hade hissat den amerikanska flaggan över den gamla världen för första gången, lades versraden till på marinkårens flagga. ”Montezumas salar” hänvisar till slaget vid Chapultepec, under det mexikanska kriget, då ett marinkårsförband stormade Chapultepec-palatset.
Även om texten härrör från 1800-talet är textförfattaren okänd. Anekdotiska belägg antyder att den skrevs av en marinsoldat som tjänstgjorde i Mexiko. Den okände författaren kastade om raderna i mottot på marinkårens flagga så att sångens två första rader lyder: ”Från Montezumas salar till Tripolis stränder (From the Halls of Montezuma, to the Shores of Tripoli)” och prioriterade därigenom välljud framför kronologi.
Musiken kommer från Gendarmes’ Duet ur operetten Geneviève de Brabant av Jacques Offenbach som hade premiär i Paris 1859. I brevväxlingen mellan överste Albert S. McLemore och Walter F. Smith (marinkårsbandets andre ledare) spåras sångens ursprung:
"Major Richard Wallach, USMC, påstår att den aria till vilken marinkårens sång nu sjungs var mycket populär 1878 då han besökte Paris i Frankrike."
Namnet på operan och en del av refrängen kunde säkras från major Wallach och skickas till Mr. Smith, som svarade:
"Major Wallach är att gratulera till ett underbart exakt musikaliskt minne, för arian som marinkårens sång sjungs till återfinns verkligen i operan, ’Geneviève de Brabant’… Melodin där motsvarar inte exakt den som används i marinkårens sång men det är otvetydigt att det är från denna opera som den är tagen. Jag har emellertid informerats om, av en av medlemmarna i bandet som har en spansk fru, att arian var bekant för henne från hennes barndom och att det därför är möjligt att det är en spansk folkvisa."
John Philip Sousa skrev vid ett tillfälle:
"Melodin till ’Halls of Montezuma’ är tagen från Offenbachs komiska opera, ’Geneviève de Brabant’ och sjungs av två gendarmer."
Marinkåren kunde säkra sångens upphovsrättigheter den 19 augusti 1891 men dessa har sedan dess gått ut och sången är nu i public domain. Den 21 november 1942 godkände Marinkårskommendanten Thomas Holcomb en förändring av orden i den första versens fjärde rad från ”På marken såväl som på havet” till ”I luften, på marken och på havet” för att avspegla tillägget av flygplan till marinkårens arsenal.

## Text
| From the Halls of Montezuma To the shores of Tripoli; We fight our country's battles In the air, on land, and sea; First to fight for right and freedom And to keep our honor clean; We are proud to claim the title Of United States Marine. Our flag's unfurled to every breeze From dawn to setting sun; We have fought in ev'ry clime and place Where we could take a gun; In the snow of far-off Northern lands And in sunny tropic scenes; You will find us always on the job The United States Marines. Here's health to you and to our Corps Which we are proud to serve; In many a strife we've fought for life And never lost our nerve; If the Army and the Navy Ever look on Heaven's scenes; They will find the streets are guarded By United States Marines. | (Fritt översatt från engelska) Från Montezumas salar Till stränderna i Tripoli Utkämpar vi vår nations strider I luften, på land och till sjöss Först ut att försvara rätten och friheten Och att sätta vår ära högt Vi är stolta över att kunna kalla oss USA:s marinkår. Vår flagga vajar för varje vindpust Från gryning till skymning Vi har slagits i alla klimat och platser Där vi i ett vapen kunde få tag I snön på fjärran nordliga öar Och i soliga tropiska scenerier Du hittar oss alltid redo, USA:s marinkår. Skål på dig och för vår kår Som vi är stolta över att få tjäna I mången strid har vi slagits för livet Men aldrig förlorat vårt goda humör Om armén och flottan Nå’nsin får komma till himlen Kommer de att finna att gatorna där vaktas Av USA:s marinkår. |  |